# Thalerosphyrus melli
Thalerosphyrus melli is een haft uit de familie Heptageniidae. De wetenschappelijke naam van de soort is voor het eerst geldig gepubliceerd in 1925 door Ulmer.
De soort komt voor in het Oriëntaals gebied.